# Qarabağ Futbol Klubu
Il Futbol Klubu Qarabağ Ağdam (in russo Футбольный клуб Карабах Агдам?, Futbol'nyj klub Karabach Agdam), anche noto come Karabakh o Qarabağ, è un club calcistico di Baku, capitale dell'Azerbaigian. Milita in Premyer Liqası, massima divisione del campionato nazionale.
Fondato nel 1951 ad Agdam e partecipante al campionato sovietico fino al 1991, divenne esule dopo lo scioglimento dell'URSS e l'esplosione della guerra del Nagorno Karabakh, a seguito della quale Agdam fu bombardata e occupata dalle truppe della Repubblica dell'Artsakh: dal 1993 il club disputa le proprie gare interne allo stadio Tofiq Bəhramov (ex stadio Lenin) di Baku.
Il club è divenuto uno dei più blasonati dell'Azerbaigian post-URSS, con 12 campionati, 8 coppe nazionali e 2 supercoppe azere; prima dello scioglimento dell'Unione Sovietica aveva vinto anche due titoli nazionali della repubblica azera.
Neftçi Baku a parte, è l'unico club del Paese ad avere sempre partecipato alla prima divisione nazionale fin dalla sua istituzione ed in ambito europeo vanta, quale miglior risultato, la qualificazione alla fase a gironi della Champions League 2017-18, oltre ad aver preso parte ad Europa League e Conference League.
In data 14 marzo 2024 agli ottavi di Europa League sfiora l'impresa portandosi avanti 2-0 sul Leverkusen primo in Germania ma subisce una clamorosa rimonta al 97' (3-2 firmato Schick), favorita anche dall'ingiusta espulsione ai danni di un giocatore del Qarabag da parte dell'arbitro Anthony Taylor.

## Storia

### Primo quarantennio
Il club fu fondato nel 1951 come Futbol'nyj klub Karabach Agdam (in azero Futbol Klubu Qarabağ Ağdam) dopo la costruzione dello stadio della città di Ağdam.
Con il nome di Mehsul prese parte al campionato della RSS Azera del 1966, in cui si piazzò quarto e, a seguire, secondo nel 1968.
A causa della mancanza di risorse e di interesse, la squadra conobbe poi un declino, ritirandosi dal campionato per quasi dieci anni.
Nel 1977 la squadra rinacque con il nome di Shafaq. Nel 1982 fu la sola rappresentante della città di Ağdam nel mondo del calcio. Dal 1982 al 1987 adottò il nome di Cooperativa sociale. Nel 1988 il Qarabağ vinse il titolo della RSS azera.

### Guerra ed effetti del conflitto
Nel 1993, con lo scoppio della guerra del Nagorno-Karabakh, la città di Ağdam passò sotto il controllo armeno e lo Stadio Imarat fu distrutto dai bombardamenti delle forze armene. La squadra si trasferì pertanto a Baku, mentre l'allenatore Allahverdi Bagirov morì in guerra.
Dal 1998 al 2001 il club attraversò problemi finanziari, ma divenne la prima squadra azera a vincere in trasferta nelle coppe europee sconfiggendo il Maccabi Haifa per 1-2 in Israele nella Coppa Intertoto 1999 grazie alla doppietta di Musfiq Huseynov. Il club partecipò varie volte alla Coppa delle Coppe e alla Coppa UEFA.
Nel 2001 la situazione migliorò quando la compagnia Azersun Holding iniziò a sponsorizzare il club. Per due anni il club si chiamò Qarabag-Azersun, per poi tornare nel 2004 alla denominazione originaria.

### L'era di Qurban Qurbanov

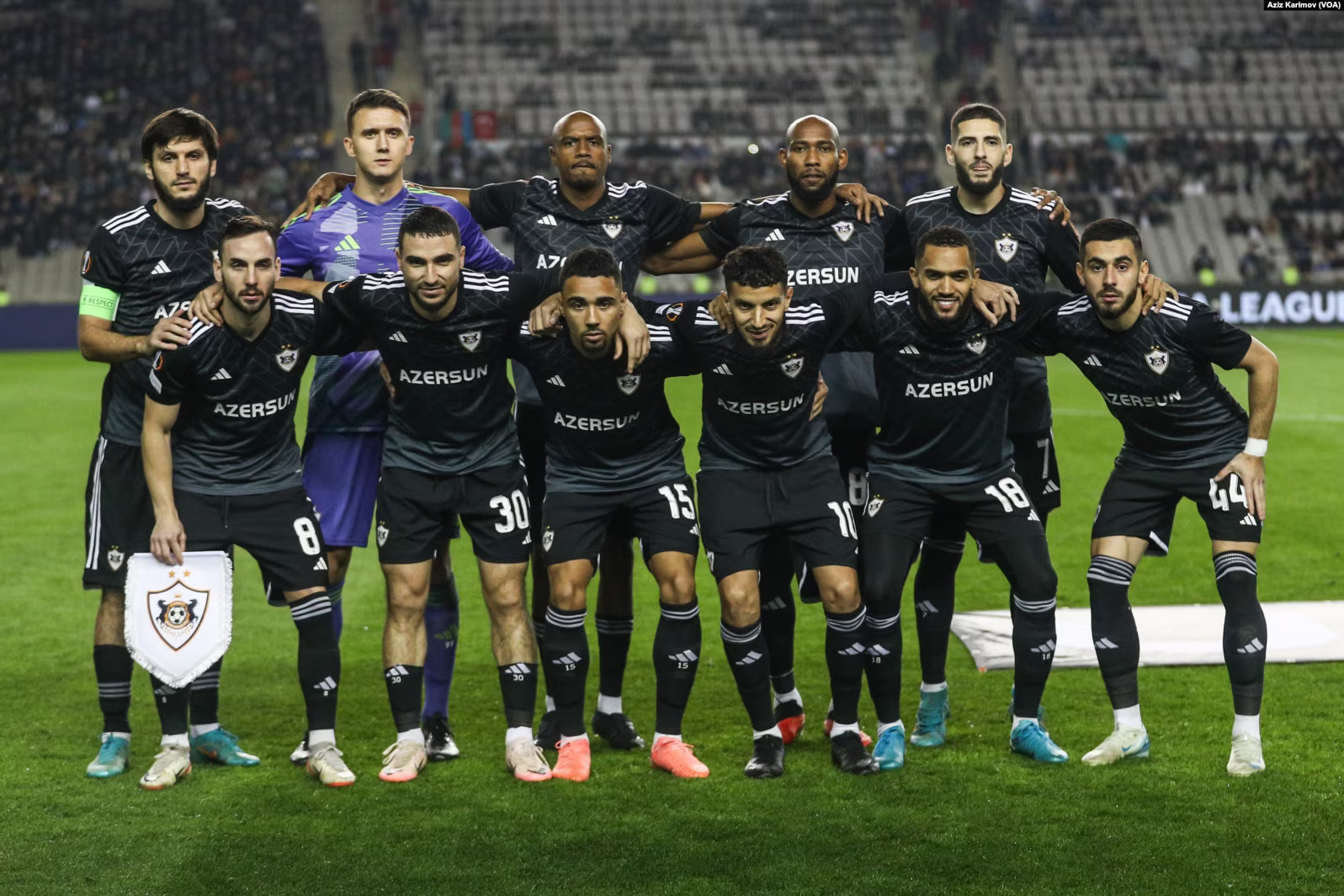
Una formazione della stagione 2024-2025

Nel 2008 fu nominato allenatore l'ex nazionale azero Qurban Qurbanov, che puntò su una serie di giovani azeri costruendo una squadra valida, capace di ottenere soddisfazioni anche in ambito europeo.
A livello europeo il Qarabağ ottenne il migliore risultato qualificandosi alla fase a gironi di Champions League nel 2017-18, prima squadra azera ad arrivare nella massima competizione UEFA.
In precedenza, aveva raggiunto i play-off preliminari di Europa League nel 2009-10 e 2010-11, e fu inserita nel girone F di Europa League 2014-15 con Inter, Saint-Étienne e Dnipro, totalizzò 6 punti mancando una storica qualificazione ai sedicesimi solo all'ultima giornata: la squadra pareggiò in casa contro l'Inter, vedendosi annullare una rete regolare al 94'. Ad essa seguono altre 2 stagioni nella competizione, prima di conquistare l'accesso in Champions. Nel 2018-2019 torna in Europa League, concludendo il girone al quarto posto con soli 3 punti (alla pari del Vorskla Poltava), 10 punti in meno dallo Sporting Lisbona e 13 dall'Arsenal.
Partecipa al primo turno della UEFA Champions League 2022-2023 dove viene sorteggiata contro i polacchi del Lech Poznan.
Dopo aver perso l'andata per 0-1 dopo un solo minuto del ritorno, il punteggio complessivo è di 0-2 per i polacchi ma gli azeri riescono a fare una grande rimonta con 5 gol e passano il turno.

## Palmarès

### Competizioni nazionali
- Campionato della RSS Azera: 2

1988, 1990
- Coppa della RSS Azera: 1

1989-1990
- Campionato azero: 12  (record)

1993, 2013-2014, 2014-2015, 2015-2016, 2016-2017, 2017-2018, 2018-2019, 2019-2020, 2021-2022, 2022-2023, 2023-2024, 2024-2025
- Coppa d'Azerbaigian: 8  (record)

1993, 2005-2006, 2008-2009, 2014-2015, 2015-2016, 2016-2017, 2021-2022, 2023-2024
- Supercoppa d'Azerbaigian: 1

1994

### Altri piazzamenti
- Campionato azero:

Secondo posto: 1993-1994, 1996-1997, 2012-2013, 2020-2021
Terzo posto: 2001-2002, 2003-2004, 2009-2010, 2010-2011
- Coppa d'Azerbaigian:

Finalista: 1995-1996, 1997-1998, 1999-2000, 2024-2025
Semifinalista: 1996-1997, 2003-2004, 2011-2012, 2012-2013, 2018-2019, 2019-2020, 2020-2021

## Statistiche e record

### Statistiche nelle competizioni UEFA
Tabella aggiornata alla fine della stagione 15.03.2024
| Competizione                  | Partecipazioni | G   | V  | N  | P  | RF  | RS  | Dif |
| ----------------------------- | -------------- | --- | -- | -- | -- | --- | --- | --- |
| UEFA Champions League         | 10             | 51  | 21 | 18 | 12 | 66  | 44  | +22 |
| Coppa delle Coppe             | 2              | 4   | 0  | 1  | 3  | 1   | 12  | -11 |
| Coppa UEFA/UEFA Europa League | 15             | 101 | 36 | 23 | 42 | 118 | 138 | -20 |
| UEFA Europa Conference League | 2              | 16  | 8  | 4  | 4  | 19  | 17  | +2  |
| Coppa Intertoto               | 1              | 4   | 1  | 0  | 3  | 2   | 11  | -9  |
| Total                         | 20             | 176 | 66 | 46 | 64 | 207 | 223 | -16 |

## Organico

### Rosa 2025-2026
Aggiornata al 22 luglio 2025.
| N. |                           | Ruolo | Calciatore               |
| -- | ------------------------- | ----- | ------------------------ |
| 1  | Azerbaigian (bandiera)    | P     | Şahruddin Məhəmmədəliyev |
| 2  | Brasile (bandiera)        | D     | Matheus Silva            |
| 3  | Marocco (bandiera)        | D     | Samy Mmaee               |
| 6  | Costa d'Avorio (bandiera) | C     | Chris Kouakou            |
| 8  | Montenegro (bandiera)     | C     | Marko Janković           |
| 10 | Francia (bandiera)        | C     | Abdellah Zoubir          |
| 11 | Ghana (bandiera)          | A     | Emmanuel Addai           |
| 12 | Azerbaigian (bandiera)    | P     | Sadiq Məmmədzadə         |
| 13 | Azerbaigian (bandiera)    | D     | Bəhlul Mustafazadə       |
| 15 | Capo Verde (bandiera)     | C     | Leandro Andrade          |
| 18 | Brasile (bandiera)        | D     | Dani Bolt                |
| 20 | Brasile (bandiera)        | C     | Kady                     |
| 21 | Ucraina (bandiera)        | A     | Oleksij Kaščuk           |

| N. |                        | Ruolo | Calciatore                 |
| -- | ---------------------- | ----- | -------------------------- |
| 22 | Azerbaigian (bandiera) | A     | Musa Qurbanlı              |
| 24 | Azerbaigian (bandiera) | C     | Aleksej Isaev              |
| 27 | Azerbaigian (bandiera) | C     | Toral Bayramov             |
| 30 | Azerbaigian (bandiera) | D     | Abbas Hüseynov             |
| 35 | Brasile (bandiera)     | C     | Pedro Bicalho              |
| 44 | Azerbaigian (bandiera) | C     | Elvin Cəfərquliyev         |
| 55 | Azerbaigian (bandiera) | D     | Bədavi Hüseynov (capitano) |
| 81 | Colombia (bandiera)    | D     | Kevin Medina               |
| 89 | Azerbaigian (bandiera) | P     | Amin Ramazanov             |
| 90 | Azerbaigian (bandiera) | A     | Nəriman Axundzadə          |
| 97 | Croazia (bandiera)     | P     | Fabijan Buntić             |
| 99 | Polonia (bandiera)     | P     | Mateusz Kochalski          |

### Rose delle stagioni precedenti
- 2010-2011